# Martino Conti
Martino Conti OFM  (* 14. Juli 1932 in San Terenzo Monti; † 16. Dezember 2021 in Trient) war ein italienischer Theologe.

## Leben
Seine ersten Gelübde legte er am 14. Oktober 1950, die feierlichen Gelübde am 8. Dezember 1954 ab und wurde am 29. Juni 1957 zum Priester geweiht. Er war Professor für Theologie, Dekan der Theologischen Fakultät und Rektor der Pontificia Universitas Antonianum in Rom sowie Berater der Kongregation für die Selig- und Heiligsprechungsprozesse und der Kongregation für die Institute geweihten Lebens und für die Gesellschaften apostolischen Lebens.

## Schriften (Auswahl)
- La missione degli Apostoli nella regola francescana. Genua 1972, OCLC 493494635.
- Presente e futuro dell’uomo nei salmi sapienziali. Rom 1998, ISBN 88-7257-033-6.
- Il codice di comunione dei Frati Minori. Introduzione e commento alla Regola. Rom 1999, ISBN 88-7257-036-0.
- Il discorso d’addio di S. Francesco. Introduzione e commento al Testamento. Rom 2000, ISBN 88-7257-042-5.